# دالینگشان
دالینگشان (به لاتین: Dalingshan) یک شهرک در جمهوری خلق چین است که در دونگوان واقع شده‌است.